# Erik Per Sullivan
Erik Per Sullivan (* 12. Juli 1991 in Worcester, Massachusetts) ist ein ehemaliger US-amerikanischer Filmschauspieler.

## Leben
Erik Per Sullivan wuchs als Einzelkind mit seinen Eltern in Milford, Massachusetts auf. Seine Mutter stammt aus Schweden, Sullivan selbst spricht ein wenig Schwedisch. Im Alter von sieben Jahren lernte er Piano und Saxophon. Bereits im jungen Alter besaß er die erste Stufe des schwarzen Gürtels in Tae Kwon Do.
Nach ersten kleinen Rollen in Armageddon – Das jüngste Gericht und Gottes Werk und Teufels Beitrag am Ende der 1990er-Jahre wurde Sullivan im Jahr 2000 für die Sitcom Malcolm mittendrin besetzt. Hierin verkörperte er die Rolle von Malcolms jüngerem Bruder Dewey in insgesamt 151 Folgen bis 2006. Während seiner Zeit bei Malcolm mittendrin lieh er außerdem dem Seepferd Sheldon in Findet Nemo (2003) seine Stimme und spielte den Sohn von Richard Gere und Diane Lane im Beziehungsdrama Untreu (2002). In der 2004 erschienenen Weihnachtskomödie Verrückte Weihnachten hatte er an der Seite von Tim Allen und Jamie Lee Curtis eine größere Nebenrolle als Nachbarsjunge Spike Frohmeyer. Mit dem Erwachsenenalter zog sich Sullivan aus dem Schauspielgeschäft zurück, zuletzt stand er 2010 für eine kleine Rolle in dem Film Twelve vor der Kamera.
2009 begann er ein Studium an der University of Southern California in Los Angeles, zuvor hatte er an der Phillips Exeter Academy in Exeter, New Hampshire seinen Schulabschluss gemacht. Seit seinem Rückzug von der Schauspielerei um 2010 sind neue Informationen über Sullivan nicht vorhanden, da er offenbar seine Privatsphäre wertschätzt und keine öffentlichen Auftritte (etwa bei Malcolm mittendrin-Fantreffen) absolviert (Stand: Dezember 2023).

## Filmografie (Auswahl)
- 1998: Armageddon – Das jüngste Gericht (Armageddon)
- 1999: Gottes Werk und Teufels Beitrag (The Cider House Rules)
- 2000: Wonderland (Fernsehserie, Folge 1x01)
- 2000–2006: Malcolm mittendrin (Malcolm in the Middle, Fernsehserie, 151 Folgen)
- 2001: Wendigo – Dem Bösen geweiht (Wendigo)
- 2001: Joe Dreck (Joe Dirt)
- 2001: Black of Life (Fernsehserie)
- 2002: Untreu (Unfaithful)
- 2002: King of Queens (The King of Queens, Fernsehserie, Folge 4x25)
- 2003: Findet Nemo (Finding Nemo, Stimme)
- 2004: Verrückte Weihnachten (Christmas with the Kranks)
- 2005: Once Not Far from Home (Kurzfilm)
- 2006: Arthur und die Minimoys (Arthur et les Minimoys, Stimme)
- 2007: Mo
- 2010: Twelve